# Harald Lund
 Der er flere personer med dette navn, se Harald H. Lund.
Harald Lund (28. februar eller 2. marts (kirkebogen) 1827 i Varde – 12. februar 1915 i Ordrup) var en dansk højesteretsassessor.
Han var søn af prokurator Iver Lund, blev 1843 student fra Ribe og 1850 cand.jur. Lund blev 1854 sagførerfuldmægtig i København, 1854 fuldmægtig i Landsover- samt Hof- og Stadsretten, 1857 protokolsekretær i Højesteret, 1859 assessor i Landsoverretten for Nørrejylland i Viborg. I 1875 blev han assessor i Højesteret, hvilket han var til 1900, da han fik afsked.
Harald Lund var fra 1863 til 1875 kontrollør i Kreditforeningen af Landejendomsbesiddere i Nørrejylland; 1872 kommissær i Jydske Købstadkreditforenings bo; 1873-75 medlem af Viborg Byråd; sekretær ved den i anledning af Pengekrisen i 1857 oprettede midlertidige lånekasse samt medlem af forskellige undersøgelses-, skifte- og andre kommissioner. Han blev 29. december 1874 Ridder af Dannebrogordenen, 28. januar 1885 Dannebrogsmand, 26. maj 1892 Kommandør af 2. grad af Dannebrog og 29. maj 1900 Kommandør af 1. grad af Dannebrog.
Lund blev gift 24. oktober 1863 i Viborg Domkirke med Else Kirstine Selmer (6. marts 1844 i Viborg - 19. august 1922 i Farum), datter af borgmester i Viborg Emil Holger Selmer. 
Han er begravet på Solbjerg Parkkirkegård.